# Kristjan Järvi
Kristjan Järvi (Tallinn, 13 giugno 1972) è un compositore, pianista e direttore d'orchestra estone naturalizzato statunitense.

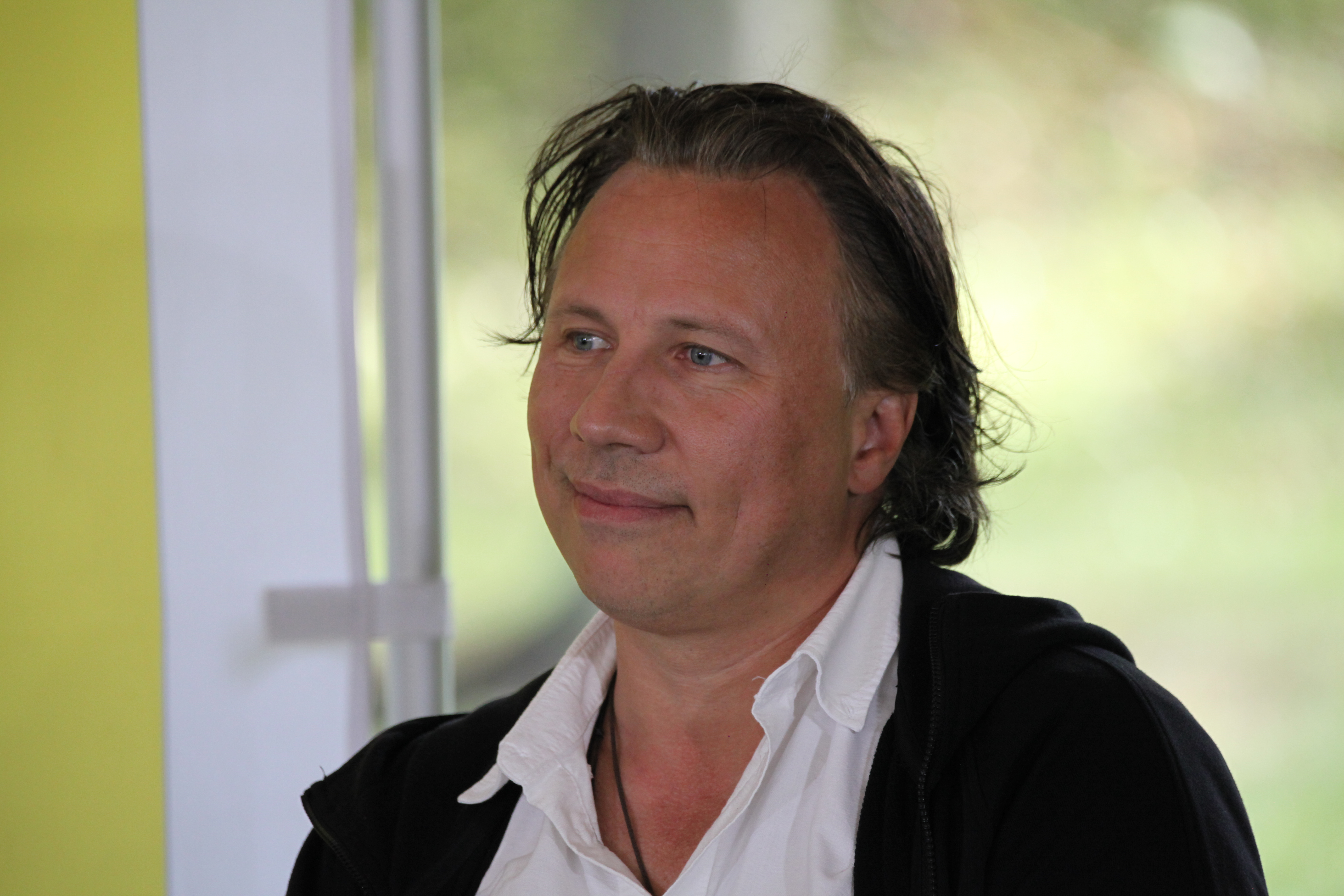
Kristjan Järvi (2021)

Attivo nell'ambito classico e contemporaneo, è figlio minore del direttore Neeme Järvi e fratello del direttore Paavo Järvi e flautista Maarika Järvi.

## Biografia
Quando Järvi aveva 7 anni, la sua famiglia emigrò negli Stati Uniti e si stabilì a Rumson, nel New Jersey, divenendo cittadino americano nel 1985.  È cresciuto a New York City ed ha studiato pianoforte assieme a Nina Svetlanova alla Manhattan School of Music. In seguito ha continuato a studiare direzione presso l'Università del Michigan sotto Kenneth Kiesler.
Dal 1998 al 2000, Järvi è stato Assistente alla direzione di Esa-Pekka Salonen alla Filarmonica di Los Angeles ed, assieme al amico e compositore Gene Pritsker, ha co-fondato l'Absolute Ensemble, con sede a New York City, nel 1993, e con Järvi come direttore musicale. Nel 2007, Järvi e l'Absolute Ensemble hanno ricevuto insieme il premio Deutsche Bank.
Järvi è stato direttore principale e direttore musicale di NorrlandsOperan dal 2000 al 2004 e dal 2004 al 2009 è stato direttore principale e musicale dell'Orchestra Tonkünstler di Vienna. Egli è anche attuale consigliere artistico della Kammerorchester di Basilea e direttore e fondatore della Filarmonica del Mar Baltico (ex Filarmonica della gioventù baltica). 
Nell'aprile 2011, Järvi è stato nominato il prossimo direttore principale della MDR Symphony Orchestra in vigore con la stagione 2012-2013, con un contratto iniziale di 3 anni ed il suo contratto MDR è stato prorogato nel 2015. Nel marzo 2017, l'MDR ha annunciato che avrebbe concluso la sua MDR Symphony Orchestra dopo la chiusura della stagione 2017-2018. 
Oltre a una nomination ai Grammy Järvi ha già ricevuto il premio tedesco Record Critics e uno svedese Grammy per la registrazione dell'opera di Hilding Rosenberg "Isle of Bliss". Ha registrato la messa di Leonard Bernstein con la Tonkünstler Orchestra e l'Absolute Ensemble. 
Mentre il repertorio di Järvi comprende pezzi del periodo classico e romantico, è anche uno specialista per compositori del XX secolo e di musica contemporanea, dopo aver commissionato e condotto opere di Arvo Pärt, Heinz Karl Gruber, Erkki-Sven Tüür, Ezequiel Viñao, Peeter Vähi, Dave Soldier, Joe Zawinul, Gediminas Gelgotas e Stefano Bollani tra gli altri. 
Nel 2014 Järvi e l'etichetta discografica francese Naïve Classique hanno lanciato il "Kristjan Järvi Sound Project", una serie in corso con registrazioni di tutti i gruppi di Järvi.
Järvi sfida l'ortodossia musicale e persegue le sue idee e concetti pionieristici con tre gruppi musicali e orchestre: insieme a Gene Pritsker ha co-fondato il gruppo jazz-hip-hop-jazz con base a New York "Absolute Ensemble". Järvi è fondatore e direttore artistico della "Filarmonica del Mar Baltico" ed è leader della band interna "Sunbeam Production" "Nordic Pulse
Come discografia, Järvi ha al suo attivo oltre 60 album, da album classici ad colonne sonore per film di Hollywood come "Cloud Atlas" e "Sense 8" (entrambe delle sorelle Wachowski) e "Aspettando il re'' (diretto da Tom Tykwer) fino anche alle registrazioni con la sua orchestra, il "Kristjan Järvi Sound Project".

## Composizioni
Come compositore, Järvi ha attivo molte composizioni, di stile moderno e alcune composte con il compositore tedesco Johnny Klimek del trio musicale Klimek-Tykwer-Heil, e alcune per orchestra, voce, coro o sintetizzatori. Alcune delle sue composizioni parziali sono:
- Rattle, con Johnny Klimek (2019)
- Pendleonium, con Johnny Klimek (2019)
- NEBULA (2019)
- Kritical Mass (2018)
- Babylon Charleston (2018), per la serie Babylon Berlin.